# Нордио, Карло
Карло Нордио (итал. Carlo Nordio; род. 6 февраля 1947, Тревизо) — итальянский юрист, министр юстиции Италии (с 2022).

## Биография
Родился 6 февраля 1947 года в Тревизо, в 1970 году получил высшее юридическое образование в Падуанском университете. С 1977 года работал в системе правосудия. В течение своей карьеры вёл расследования в отношении Красных бригад, участвовал в операции «Чистые руки» 1990-х годов, расследовал злоупотребления при сооружении защитных сооружений Венеции. К моменту ухода на пенсию в 2017 году занимал должность помощника прокурора Венеции.
В ходе выборов президента Италии в январе 2022 года кандидатура Нордио получила некоторую поддержку выборщиков (в последнем 8-м туре был переизбран президент Маттарелла)
25 сентября 2022 года, будучи кандидатом от Братьев Италии, победил на досрочных парламентских выборах в 3-м одномандатном округе области Венеция (город Тревизо) с результатом 56,2 %.
22 октября 2022 года при формировании правительства Мелони получил портфель министра юстиции.
7 августа 2024 года Палата депутатов большинством 153 голоса против 89 при одном воздержавшемся окончательно утвердила предложенный министром юстиции так называемый «тюремный декрет», призванный снизить количество заключённых (при общей вместимости итальянских тюрем чуть более 51 тысячи мест там содержится 61 133 заключённых).
12 января 2025 года, через четыре дня после освобождения в Иране итальянской журналистки Чечилии Сала, в Италии был освобождён иранец Мохаммад Абедини Наджафабади, задержанный по запросу властей США. Комментируя это событие, Нордио заявил, что из трёх обвинений, выдвинутых американской стороной против Абедини, одно не предусмотрено в итальянском законодательстве, а два других не имеют оснований (ранее он заявлял об отсутствии планов обмена).

## Труды
- Giustizia (Guerini e Associati 1997)
- Emergenza Giustizia (Guerini e Associati 1999)
- Crainquebille di Anatole France (Liberilibri 2002)
- In attesa di giustizia (Guerini e Associati 2010)
- Operazione Grifone (2014)
- Overlord (2016)
- La stagione dell’indulgenza (Guerini e Associati 2019)
- Giustizia. Ultimo atto. Da Tangentopoli al crollo della magistratura (Guerini e Associati 2022)